# Alassane Diong
Alassane Diong, né en 1997, est un acteur français. 

## Biographie
Alassane Diong découvre le cinéma en participant à un stage avec Karine Nuris.
Alassane Diong commence sa carrière en 2016. Il partage avec Omar Sy, dont il est le neveu, l'affiche du film Tirailleurs, qui sort en 2023. Il y interprète Thierno, fils du personnage d'Omar Sy,,,. Son interprétation lui vaut d’être nommé dans la catégorie « Révélation masculine » des Césars 2024.
En 2024, Alassane Diong apparait dans La Fièvre, mini-série originale de Canal+. Il y joue le rôle de Fodé Thiam, un footballeur international français pris dans une tourmente médiatique après avoir asséné un coup de tête à son entraîneur et l'avoir traité de « sale toubab » – le mot signifiant "blanc" en wolof – lors d'une remise de prix retransmise en direct à la télévision. L'incident, très commenté sur les réseaux sociaux, déclenche une polémique nationale, révélatrice d'un pays en pleine crise identitaire et dont l'opinion se déchire en plusieurs camps,,.

## Filmographie

### Cinéma
- 2017 : Sous le même toit, de Dominique Farrugia : Alphonse Oyongo
- 2018 : Fleuve noir, d'Érick Zonca : Sécou
- 2018 : Un beau voyou, de Lucas Bernard : le jeune voleur
- 2019 : Merveilles à Montfermeil, de Jeanne Balibar : Jim
- 2019 : Baltringue, de Josza Anjembe : Issa (court métrage)
- 2021 : Suprêmes, d'Audrey Estrougo : Solo
- 2021 : Sauce à part, de Yoann Zimmer (court métrage)
- 2022 : Tirailleurs, de Mathieu Vadepied : Thierno Diallo
- 2022 : Quand on aime, il faut partir, de Pablo Cotten et Joseph Rozé (court métrage) : Lucien
- 2023 : Le Roi des ombres, de Marc Fouchard : Adama
- 2024 : La Récréation de juillet, de Pablo Cotten et Joseph Rozé : Adel
- 2025 : Carjackers, de Kamel Guemra : Prestance
- 2025 : Le Grand Déplacement, de Jean-Pascal Zadi
- 2025 : L'amour, c'est surcoté, de Mourad Winter

### Télévision
- 2017 : Héroïnes, d'Audrey Estrougo (mini-série) : Silver Konaté
- 2019 : Les Sauvages, de Rebecca Zlotowski (mini-série) : Youssouf
- 2024 : La Fièvre, d'Éric Benzekri (mini-série) : Fodé Thiam